# IC 4185
IC 4185 ist ein Galaxienpaar im Sternbild Coma Berenices am Nordsternhimmel.
Das Objekt wurde am 27. Januar 1904 vom deutschen Astronomen Max Wolf entdeckt.